# Michael Hilgers
Michael Hilgers, född den 6 augusti 1966 i Mönchengladbach, Tyskland, är en tysk landhockeyspelare.
Han tog OS-silver i herrarnas landhockeyturnering i samband med de olympiska landhockeytävlingarna 1988 i Seoul.
Därefter tog Hilgers OS-guld i herrarnas landhockeyturnering i samband med de olympiska landhockeytävlingarna 1992 i Barcelona.